# Абдуллах аль-Ансари
Абу Исма’и́л ’Абдулла́х ибн Муха́ммад аль-Анса́ри аль-Харави́ (перс. خواجه عبدالله انصاری‎‎; араб. عبد الله الأنصاري‎‎; 1006, Герат — 1089, Герат) — персидский поэт, суфий-ханбалит. Писал на персидском и арабском языках. Известен как аль-Ансари аль-Харави. Удостоен титула шейх аль-ислам.

## Биография
Аль-Ансари аль-Харави родился в 1006 году Герате. Его отец был суфием и сам познакомил сына с началами мистицизма. В девятилетнем возрасте аль-Ансари начал обучаться хадисоведению и толкованию Корана под руководством таких гератских традиционалистов-шафиитов, как Абу Мансур аль-Азди (ум. в 1018 г.), Абуль-Фадль аль-Джаруди (ум. в 1023 г.) и Яхья ибн Аммар (ум. в 1031 г.). Несмотря на то, что его учителями были учёные шафииты, аль-Ансари стал ревностным последователем ханбалитской правовой школы (мазхаба). В 1026 г. целях продолжения обучения он отправился в Нишапур, затем в Тус, Бистам и Багдад. В Багдаде он посещал занятия видных ханбалитских хадисоведов (мухаддисов). Вскоре после этого он встретился со знаменитым персидским суфием, последователем традиции Абу Язида Бистами, Абуль-Хасаном аль-Харакани (ум. в 1033-34 г.), который сыграл решающую роль в его жизни и духовном развитии. Затем он вернулся в Герат, где стал заниматься обучением, а также вёл активную полемику с мутазилитами и ашаритами.
В 1041 г. сельджуки захватили Восточный Иран и над аль-Ансари нависла угроза расправы. Его трижды ссылали, но последние двадцать лет его жизни прошли более спокойно. К концу жизни он пользовался признанием, а его слава вышла далеко за пределы Герата. Аббасидский халиф аль-Каим посылал ему почётные одежды. В конце жизни он потерял зрение и умер в 1089 г. в родном городе.

## Богословская деятельность
Место аль-Ансари аль-Харави в истории ислама в значительной мере определяется тем, что процессу проникновения в исламские науки методов рационалистического рассуждения (калам), которые затронули и суфизм, он противопоставил учение, в котором шариат и божественная истина (хакк) оказались органично взаимосвязанными. У многих суфиев шариат и хакк фактически не согласовывались между собой. Аль-Ансари считал, что суфизм углубляет понимание Корана и сунны и является их продолжением. В этом отношении он был предшественником великого суфия-ханбалита Абдул-Кадира аль-Джилани (ум. 1166). Аль-Ансари считал, что спекулятивное богословие (калам) «предосудительным новшеством» (бида), так как вера не нуждается в доказательствах разума. В вопросах психотехники он призывал учеников постоянно и строго контролировать свои мистические переживания. Исламские биографы единодушно восхваляют его необычайное благочестие и широту познаний во всех областях религиозных наук. Его рвение в следовании Корану и сунне и приверженность ханбалитской школе служили причиной обвинений его в слепом фанатизме и антропоморфизме.
Среди его учеников можно отметит суфиев-традиционалистов Мутамина ас-Саджи (ум. 1113), Ибн Тахира аль-Макдиси (ум. 1113) и Абуль-Вакта ас-Сиджзи (ум. в 1157 г.). Однако наиболее выдающимся его последователем был Юсуф аль-Хамадани (ум. 1140), к которому восходят духовные цепочки тарикатов ясавия и ходжаган.

## Труды
Его сочинения, написанные на арабском и персидском языках, отражают его разносторонние интересы. Он написал краткое оригинальное руководство по суфизму «Маназил ас-са’ирин». На эту книгу был написан целый ряд комментариев, самый известный из которых «Мадаридж ас-саликин» Ибн Каййима аль-Джаузии (ум. 1350). Его произведения в рифмованной прозе и стихах («Мунаджат» и др.), содержащие молитвы и сентенции, занимают место среди лучших образцов персидской литературы. Книга аль-Ансари «Замм аль-калам ва ахлихи» стала одним из основных источников по истории борьбы против исламского рационалистического богословия. Большинство его сочинений изданы и переведены на европейские языки.

### Произведения
- «Друг послушников и солнце собраний» (прозаическая обработка истории Юсуфа и Зулейхи)
- «Разряды суфиев»
- «Стоянки шествующих»